# Sinus-Milieus
Die Sinus-Milieus sind ein geschützter Markenname, unter dem die Gesellschafts- und Zielgruppen-Typologie des Sinus-Institut vermarktet wird. Diese Milieu-Einteilung wurde Ende der 1970er Jahre entwickelt und 2007 laut der Fachzeitschrift „media & marketing“ in Deutschland zu den bedeutendsten Ansätzen in der Zielgruppenforschung gezählt.
 Es gibt aber auch Kritik an den Sinus-Milieus.

## Gruppen
Die Sinus-Milieus gruppieren Menschen, die sich in ihrer Lebensauffassung und Lebensweise ähneln (vgl. Lebenswelt). Die Milieu-Einteilung erfolgt entlang zweier Dimensionen: „Soziale Lage“ (Unter-, Mittel- oder Oberschicht) und „Grundorientierung“ („Tradition“, „Modernisierung/Individualisierung“ und „Neuorientierung“). Grundlegende Wertorientierungen werden dabei ebenso berücksichtigt wie Alltagseinstellungen (zu Arbeit, Familie, Freizeit, Konsum, Medien etc.). Soziodemografische Variablen (Alter, Geschlecht, Bildung, Einkommen etc.) dienen der näheren Beschreibung der Milieus.
Die Sinus-Milieumodelle werden kontinuierlich an die soziokulturellen und sozialstrukturellen Veränderungen in den jeweiligen Gesellschaften angepasst. Das aktuelle Sinus-Milieumodell für Deutschland besteht aus diesen zehn Gruppen (Stand 2021):
| Milieu-Gruppen            | Sinus-Milieu (in Deutschland)   | Kurzbeschreibung | Bevölkerungsanteil (in %) Deutschland 2024 |
| ------------------------- | ------------------------------- | --- | ------------------------------------------ |
| Leitmilieus               | Konservativ-Gehobenes Milieu    | Die alte strukturkonservative Elite: klassische Verantwortungs- und Erfolgsethik sowie Exklusivitäts- und Statusansprüche; Wunsch nach Ordnung und Balance; Selbstbild als Fels in der Brandung postmoderner Beliebigkeit; Erosion der gesellschaftlichen Führungsrolle | 11%                                        |
| Leitmilieus               | Postmaterielles Milieu          | Engagiert-souveräne Bildungselite mit postmateriellen Wurzeln: Selbstbestimmung und -entfaltung sowie auch Gemeinwohlorientierung; Verfechter von Postwachstum, Nachhaltigkeit, diskriminierungsfreien Verhältnissen und Diversität; Selbstbild als gesellschaftliches Korrektiv | 12%                                        |
| Leitmilieus               | Milieu der Performer            | Die effizienzorientierte und fortschrittsoptimistische Leistungselite: globalökonomisches und liberales Denken; gesamtgesellschaftliche Perspektive auf der Basis von Eigenverantwortung; Selbstbild als Stil- und Konsum-Pioniere; hohe Technik- und Digital-Affinität | 10%                                        |
| Zukunftsmilieus           | Expeditives Milieu              | Die ambitionierte kreative Bohème: Urban, hip, digital, kosmopolitisch und vernetzt; auf der Suche nach neuen Grenzen und unkonventionellen Erfahrungen, Lösungen und Erfolgen; ausgeprägte Selbstdarstellungskompetenz, Selbstbild als postmoderne Elite | 10%                                        |
| Zukunftsmilieus           | Neo-Ökologisches Milieu         | Die progressiven Realisten: Optimismus und Aufbruchsmentalität bei gleichzeitig ausgeprägtem Problembewusstsein für die planetaren Herausforderungen; Selbstbild als Changemaker und Impulsgeber der globalen Transformation; Offen für neue Wertesynthesen: Disruption und Pragmatismus, Erfolg und Nachhaltigkeit, Party und Protest; Nachhaltiger Lebensstil ohne Verzichtsideologie | 8%                                         |
| Moderner Mainstream       | Adaptiv-Pragmatische Mitte      | Der moderne Mainstream: Anpassungs- und Leistungsbereitschaft, Nützlichkeitsdenken, aber auch Wunsch nach Spaß und Unterhaltung; starkes Bedürfnis nach Verankerung und Zugehörigkeit; wachsende Unzufriedenheit und Verunsicherung aufgrund der gesellschaftlichen Entwicklung; Selbstbild als flexible Pragmatiker                                                                    | 12%                                        |
| Moderner Mainstream       | Konsum-Hedonistisches Milieu    | Die auf Konsum und Entertainment fokussierte (untere) Mitte: Spaßhaben im Hier und Jetzt; Selbstbild als cooler Lifestyle-Mainstream; starkes Geltungsbedürfnis; berufliche Anpassung vs. Freizeit-Eskapismus; zunehmend genervt vom Diktat der Nachhaltigkeit und Political Correctness                                                                                                | 8%                                         |
| Moderner Mainstream       | Prekäres Milieu                 | Die um Orientierung und Teilhabe bemühte Unterschicht: Dazugehören und Anschlusshalten an den Lebensstandard der breiten Mitte – aber Häufung sozialer Benachteiligungen und Ausgrenzungen; Gefühl des Abgehängtseins, Verbitterung und Ressentiments; Selbstbild als robuste Durchbeißer                                                                                               | 9%                                         |
| Traditioneller Mainstream | Nostalgisch-Bürgerliches Milieu | Die harmonieorientierte (untere) Mitte: Wunsch nach gesicherten Verhältnissen und einem angemessenen Status; Selbstbild als Mitte der Gesellschaft, aber wachsende Überforderung und Abstiegsängste; gefühlter Verlust gelernter Regeln und Gewissheiten; Sehnsucht nach alten Zeiten                                                                                                   | 11%                                        |
| Traditioneller Mainstream | Traditionelles Milieu           | Die Sicherheit und Ordnung liebende ältere Generation: verhaftet in der kleinbürgerlichen Welt bzw. traditionellen Arbeiterkultur; anspruchslose Anpassung an die Notwendigkeiten; steigende Akzeptanz der neuen Nachhaltigkeitsnorm; Selbstbild als rechtschaffene kleine Leute | 10%                                        |

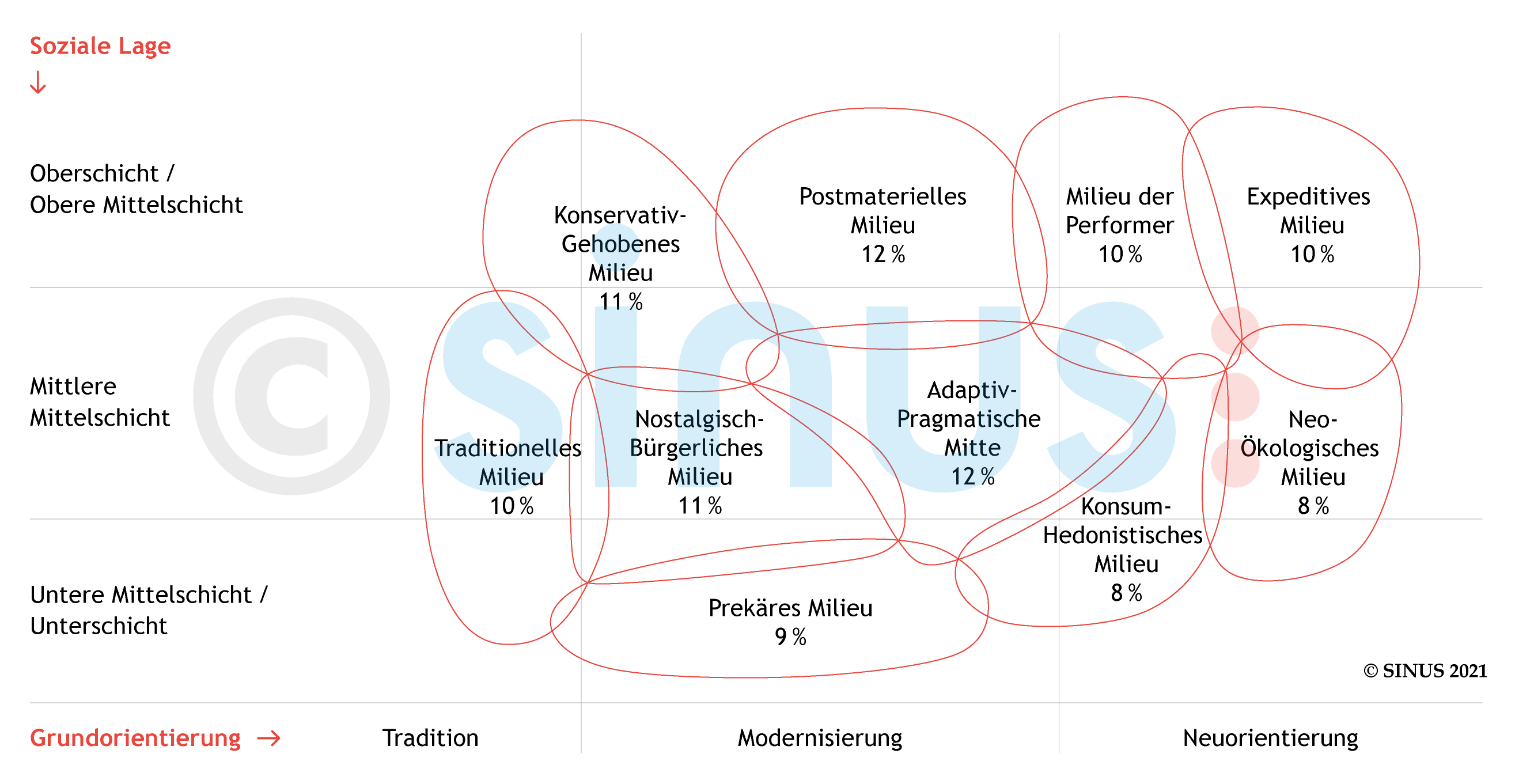
Sinus-Milieu-Modell für Deutschland 2021. Die Sinus-Milieus gruppieren Menschen in Gruppen Gleichgesinnter entlang zweier Dimensionen (Soziale Lage und normative Grundorientierung). Je höher ein Milieu in dieser Grafik angesiedelt ist, desto gehobener sind Bildung, Einkommen und berufliche Stellung; je weiter rechts es positioniert ist, desto moderner sind Wertorientierungen und Lebensstile. Die Überschneidungen der „Kartoffeln“ zeigen an, dass die Übergänge zwischen den Milieus fließend sind.

Die aktuellen Sinus-Milieumodelle für Österreich und die Schweiz bestehen ebenfalls aus zehn Gruppen. Die unterschiedlichen Bezeichnungen der Milieus in den jeweiligen Ländern berücksichtigten länderspezifische Eigenheiten, daher sind die Zahlen der deutschen, österreichischen und schweizerischen Milieumodelle nur eingeschränkt vergleichbar.
| Milieu-Gruppen                             | Sinus-Milieu (in Österreich)    | Bevölkerungsanteil (in %) Österreich 2022 |
| ------------------------------------------ | ------------------------------- | ----------------------------------------- |
| Leitmilieus                                | Konservativ-Etablierte          | 11%                                       |
| Leitmilieus                                | Postmaterielle                  | 11%                                       |
| Leitmilieus                                | Performer                       | 9%                                        |
| Zukunftsmilieus                            | Kosmopolitische Individualisten | 6%                                        |
| Zukunftsmilieus                            | Progressive Realisten           | 7%                                        |
| Die aktuelle und ehemalige Mitte           | Adaptiv-Pragmatische Mitte      | 14%                                       |
| Die aktuelle und ehemalige Mitte           | Nostalgisch-Bürgerliche         | 12%                                       |
| Milieus der unteren Mitte und Unterschicht | Traditionelle                   | 10%                                       |
| Milieus der unteren Mitte und Unterschicht | Konsumorientierte Basis         | 9%                                        |
| Milieus der unteren Mitte und Unterschicht | Hedonisten                      | 11%                                       |

| Milieu-Gruppen                             | Sinus-Milieus (in der Schweiz)  | Bevölkerungsanteil (in %) Schweiz 2024 |
| ------------------------------------------ | ------------------------------- | -------------------------------------- |
| Leitmilieus                                | Konservativ-Arrivierte          | 13%                                    |
| Leitmilieus                                | Postmaterielle                  | 11%                                    |
| Leitmilieus                                | Performer                       | 10%                                    |
| Zukunftsmilieus                            | Kosmopolitische Individualisten | 7%                                     |
| Zukunftsmilieus                            | Progressive Realisten           | 6%                                     |
| Bürgerlicher Mainstream                    | Adaptiv-Pragmatische Mitte      | 11%                                    |
| Bürgerlicher Mainstream                    | Nostalgisch-Bürgerliche         | 12%                                    |
| Bürgerlicher Mainstream                    | Traditionelle                   | 11%                                    |
| Milieus der unteren Mitte und Unterschicht | Konsumorientierte Basis         | 9%                                     |
| Milieus der unteren Mitte und Unterschicht | Hedonisten                      | 10%                                    |

## Theoretischer Hintergrund

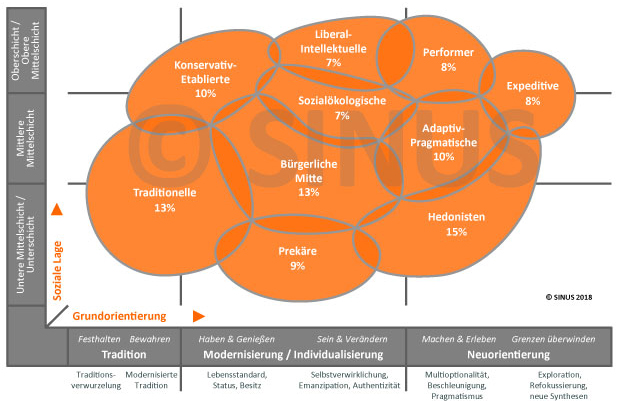
Zum Vergleich der Entwicklung: Sinus-Milieus in der Fassung von 2018

In den Sozialwissenschaften werden Milieus als Gruppen Gleichgesinnter mit ähnlichen Grundwerten und Prinzipien der Lebensführung verstanden, die sich durch erhöhte Binnenkommunikation und Abgrenzung gegenüber anderen Gruppen auszeichnen.
Das Sinus-Milieumodell folgt der soziologischen Lebensstil-Interpretation, wie sie seit etwa Mitte der 1980er-Jahre auch von der akademischen sozialen Ungleichheitsforschung entwickelt worden ist. Dabei wird von folgender Überlegung ausgegangen: Gleiche sozioökonomische Lebensbedingungen produzieren offensichtlich ungleiche Lebensstile und Lebenswelten. Demnach ist die Unterschiedlichkeit von Lebensstilen für die Alltagswirklichkeit von Menschen vielfach bedeutsamer als die Unterschiedlichkeit sozioökonomischer Lebensbedingungen. Soziale Zugehörigkeit wird deshalb maßgeblich auf der Basis gemeinsamer Mentalitäten soziokulturell homogener Teilgruppen (Milieus) definiert.
Soziale Milieus machen jedoch die Berücksichtigung der sozialen Schicht nicht überflüssig. Eine radikale „Entkoppelung“ von objektiven und subjektiven Lebensbedingungen, also sozialer Schicht und sozialen Milieus, wird heute kaum mehr propagiert. Vielmehr geht man von einem Zusammenhang von Milieuzugehörigkeit und sozialer Lage aus – es gibt Oberschicht-, Mittelschicht- und Unterschichtmilieus.

## Methodik
Forschungsgegenstand der Sinus-Milieus ist die Lebenswelt einer Person, also die Gesamtheit der individuellen subjektiven (Alltags-)Wirklichkeit. Die Lebenswelt lässt sich objektiv nicht messen, sondern kann nur über das Alltagsbewusstsein eines Individuums erfasst werden.
Die Sinus-Milieus werden in einem ersten Forschungsschritt auf der Basis qualitativer Lebenswelt-Interviews entwickelt, die die wichtigsten soziodemografischen Segmente (nach Geschlecht, Alter, Bildung, Einkommen, Region etc.) abdecken. In dieser mehrstündigen Lebenswelt-Exploration stellen die Interviewpartner alle aus ihrer Sicht relevanten Lebensbereiche in ihrer eigenen Sprache dar. Auf Basis dieser Interviews werden fallübergreifende Kategorien bzgl. grundsätzlicher Lebenseinstellung und Lebensweise entwickelt und in ein hypothetisches Milieumodell überführt.
Danach erfolgen die quantitative Überprüfung und repräsentative Verallgemeinerung des Modells. Hierfür wird ein standardisiertes Fragebogen-Instrument zur Diagnose der Milieuzugehörigkeit entwickelt – ein sogenannter Milieu-Indikator. Ein solcher Indikator beinhaltet Statements, die die typischen Werthaltungen der einzelnen Milieus repräsentieren und damit auch die Grenzen zwischen den Milieus rekonstruierbar machen. Dabei haben sich Aussagen am besten bewährt, die Grundüberzeugungen der Befragten erfassen oder alltäglich wirksame Motive diagnostizieren und so eine maximale Differenzierungskraft zwischen den Milieus besitzen. Für jede Milieugruppe wird eine spezifische Verteilung von Antwortwahrscheinlichkeiten über alle Indikator-Items bestimmt (Normprofile). Die Milieuklassifikation erfolgt mit Hilfe einer speziell adaptierten Form der statistischen Clusteranalyse nach Ähnlichkeit der individuellen Antwortmuster mit dem Wahrscheinlichkeitsmodell.
Dieser iterative Prozess wird so lange durchgeführt, bis sich das theoretische Modell in ausreichendem Maß quantitativ verifizieren lässt.

## Anwendung
Die Sinus-Milieus werden für eine Vielzahl von Fragestellungen seit Beginn der 1980er-Jahre von Unternehmen und Agenturen, aber auch von Ministerien, politischen Parteien, Nichtregierungsorganisationen, Stiftungen, Verbänden sowie der Wissenschaft für strategische Planung, Marken- und Kommunikationsstrategien sowie ferner für Produktentwicklung und Produktmanagement verwendet. Der Begriff „Sinus-Milieus“ ist eine geschützte Marke.
Seit Ende der 1980er wird das Sinus-Milieumodell in den großen Markt-Media-Studien und TV- und Konsumenten-Panels eingebunden und wurde auch zunehmend in der akademischen Forschung aufgegriffen. Auch die Messung der Einschaltquote von Fernsehsendern in Deutschland, Österreich und der Schweiz wird heutzutage standardmäßig mit den Sinus-Milieus verknüpft, d. h. alle Testzuschauer sind entsprechend klassifiziert worden und die Sender bieten entsprechende Auswertungen an.
Das Sinus-Milieumodell wurde für verschiedene Bereiche erweitert:
Sinus-Meta-Milieus
Milieumodelle für über 40 Länder, bspw. für Schwellenländer
Digitale Sinus-Milieus
Milieuverortung von Internet-Usern, bspw. für Online-Kampagnen
Sinus-Milieus in der Mikrogeographie
Anwendung der Sinus-Milieus im mikrogeographischen Raum, bspw. für Raumplanung und Direktmarketing
Sinus-Jugendmilieus
Untersuchung der Lebenswelten von Jugendlichen, bspw. in Jugendstudien 2008, 2012, 2016 und 2020
Sinus-Migrantenmilieus
Untersuchung der Lebenswelten von Migranten

## Kritik
Forschende wie Wolfgang Ilg kritisieren die Verwendung der Sinus-Milieus in Studien, weil sie wissenschaftliche Grundstandards wie Transparenz und Nachvollziehbarkeit nicht erfüllen. Auch die Einteilung der Sinus-Milieus ist in der Wissenschaft nicht unumstritten.